# سلسله پارامارا
سلسله پارامارا (انگلیسی: Paramara dynasty) یک سلسله هندی بود که بین قرن‌های ۹ و ۱۴ بر ملوا و مناطق اطراف آن در غرب مرکزی هند حکومت می‌کرد. آنها متعلق به قبیله پارمارا از راجپوت‌ها بودند.